# British Aerospace
British Aerospace plc (BAe) va ser una empresa britànica dedicada a l'aviació, munició i sistemes de defensa. La seva seu central es trobava a Warwick House en el Farnborough Aerospace Centre de Farnborough, Hampshire. En 1999 va ser comprat per Marconi Electronic Systems, la subsidiària d'electrònica de defensa i construcció naval de General Electric Company plc, per formar BAE Systems.

## Història

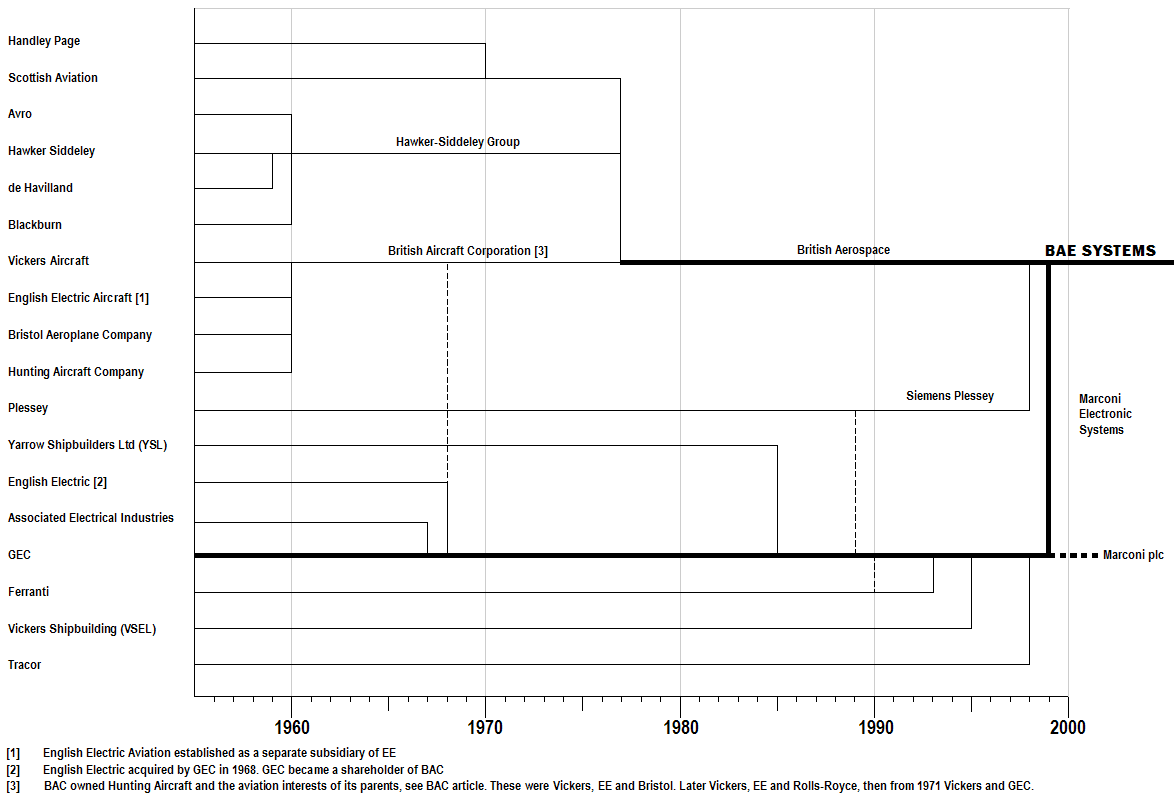
Evolució de Bae des de 1955 fins a 1999 per formar BAE Systems

La companyia va ser fundada com a corporació estatutària el 29 d'abril de 1977 com a resultat del Aircraft and Shipbuilding Industries Act (Llei de la Indústria Aeronàutica i Naval), la qual preveia la fusió de British Aircraft Corporation, Hawker Siddeley i Scottish Aviation.
El 1979 Bae es va adherir oficialment al programa Airbus, del que s'havia retirat a l'abril de 1969.
D'acord amb les previsions del British Aerospace Act 1980 (Llei per British Aerospace de 1980), l'1 de gener de 1981 la forma jurídica de l'empresa va passar de corporació estatutària a societat anònima (en el Regne Unit, 'Public Limited Company' o plc), anomenant-se British Aerospace Public Limited Company. El 4 de febrer de 1981 el govern va vendre el 51,57% de les seves accions, per desfer-se de la resta en 1985 i mantenir una acció d'or d'1 lliura.
Els informes de la Competition Commission mostraven a Bae com el major exportador del Regne Unit, amb un volum de negoci exterior d'uns 45.000 milions de lliures en 10 anys, dels quals un 80% corresponia a material de defensa.
El 26 de setembre de 1985, els governs del Regne Unit i Aràbia Saudita van signar el contracte "Al Yamamah", amb Bae com a adjudicatari principal. Els contractes, ampliats fins als anys 90 i mai totalment publicats, preveien el subministrament d'avions de combat Tornat, avions d'entrenament Hawk, míssils Rapier, treballs d'infraestructura i vaixells de guerra. Els acords d'Al Yamamah estaven valorats en més de 20.000 milions de lliures i han donat beneficis a British Aerospace i la seva successora Bae Systems durant anys.

### Pèrdues i reestructuració
En 1991 Bae va començar a experimentar greus dificultats. El preu de les seves accions va caure per sota dels 100 penics per primera vegada. Només una emissió d'obligacions d'emergència, que alzcanzó els 430 milions de lliures, va salvar a la companyia de la fallida. El gerent general de Bae, Richard Evans, va descriure els problemes com un cúmul de fatalitats: "la companyia de la nostra propietat Arlington Securities no va trobar el seu mercat; les vendes del Grup Rover van caure un 20% i les pèrdues van ascendir; les despeses en defensa del govern van ser revisats a la baixa; les pèrdues de la divisió aeroespacial comercial van créixer dramàticament amb la recessió de la indústria de l'aviació..."
A mitjan 1992 Bae va perdre 1.000 milions de lliures de la seva capital, el cas més greu en la història de les societats britàniques, principalment per la reestructuració de la seva divisió d'aviació regional, inclòs el tancament de la factoria de Hatfield, al comtat de Hertfordshire. És interessant destacar que General Electric, després de vendre els seus negocis de defensa a Bae, va estar a punt de comprar la companyia. Bae va retallar la seva plantilla en un 47% (de 127.000 empleats va acomiadar a 60.000, dels quals 40.000 pertanyien a la divisió d'aviació regional).
Evans va decidir vendre els negocis complementaris (aquestes activitats complementàries incloïen el Grup Rover, Arlington Securities, Bae Corporate Jets, Bae Communications i Ballast Nedam). Encara que la base de la diversificació era sòlida (blindar a la companyia del comportament cíclic dels mercats aeronàutic i militar) l'empresa no va poder permetre's continuar aquesta política: "Simplement no podem permetre'ns portar dos negocis principals, automòbils i aeronàutica; a més Rover consumeix 2.000 milions de lliures de la nostra capacitat bancària." Bae Corporate Jets Ltd i Arkansas Aerospace van ser venudes a Raytheon en 1993. En 1994 el Grup Rover va ser venut a BMW i British Aerospace Space Systems a Matra. En 1998 la participació de l'empresa de telecomunicacions Orange en Bae es va reduir al 5%, participació heretada del 30% que Bae posseïa en Hutchison.

### Expansió en defensa i aeronàutica
En 1997 Bae es va unir a l'equip de Lockheed Martin per al desenvolupament del X-35 Joint Strike Fighter.

### Transició a BAE Systems
La consolidació del negoci militar va esdevenir assumpte prioritari en 1998, després d'analitzar nombrosos informes sobre fusions entre diversos grups armamentístics europeus; principalment entre ells però també amb empreses americanes (per exemple l'empresa pública espanyola Santa Bàrbara amb la nord-americana General Dynamics).
Es preveia des de fa temps que Bae s'anava a fusionar amb l'alemanya DASA per formar un gegant aeroespacial paneuropeo, no obstant això Bae va escollir en el seu lloc unir-se a la filial de defensa electrònica de General Electric, Marconi Electronic Systems. Aquesta operació per crear una companyia britànica tenia cert avantatge sobre la hipotètica signatura anglo-germana, perquè augmentava les possibilitats d'una posterior entrada al mercat de defensa nord-americana.
La companyia, anomenada inicialment "New British Aerospace", va anar oficialment fundada el 30 de novembre de 1999 i coneguda com a BAE Systems (així es fa menys palesa el seu caràcter estranger, alguna cosa necessari per aspirar a contractes i adjudicacions als Estats Units).
Seguint aquesta decisió, DASA es va fusionar amb Aerospatiale per crear European Aeronautic Defence and Space Company (EADS), grup al que s'uniria posteriorment (desembre de 1999) l'espanyola Construcciones Aeronáuticas SA.

### Adquisicions realitzades i divisions constituïdes
- 1986 - Eurofighter GmbH, formada juntament amb Alenia Aeronautica, CASA i DASA per al desenvolupament de l'Eurofighter Typhoon.
- 1987 - Royal Ordnance
- 1988 - Grup Rover
- 1991 - Heckler & Koch GmbH
- 1991 - 30% d'Hutchison Telecommunications.
- 1991 - BAeSEMA, una "joint venture" de sistemes navals amb Sema Group.
- 1992 - Avro RJ Regional Jets, creada per a la producció de la sèrie Avro RJ sèries i desenvolupament del Bae 146.
- 1994 - BAeSEMA, Siemens Plessey i GEC-Marconi van formar UKAMS Ltd, la part britànica del consorci Principal Anti-Air Missile System (PAAMS), que el seu un altre membre era Eurosam.
- 1995 - Bae, Defence Research Agency, GEC-Marconi i Cray Research UK Ltd. van fundar el Centre de Supercomputació de Farnborough, un centre de suport per a investigació.
- 1995 - Saab i Bae van signar un acord per al desenvolupament conjunt i comercialització de la versió per a exportació del Saab JAS 39 Gripen.
- 1996 - Bae i Matra van acordar formar una "joint venture" anomenada Matra Bae Dynamics dedicada al desenvolupament de míssils.
- 1998 - Adquisició a Siemens AG de les seccions britàniques de Siemens Plessey Systems. DASA va comprar la part alemanya.
- 1998 - UKAMS passa a ser una subsidiària de Bae Dynamics controlada al 100%.
- 1998 - 50% de SEMA en BAeSEMA.